# Charmois-le-Roulier
Pour les articles homonymes, voir Charmois.
Charmois-le-Roulier est une ancienne commune française des Vosges, qui a existé jusqu'en 1829.
En 1829, la commune est supprimée et sur son territoire sont fondées deux nouvelles communes : Charmois, appelée plus tard Charmois-devant-Bruyères, et Le Roulier.

## Démographie
| 1793 | 1800 | 1806 | 1821 |
| ---- | ---- | ---- | ---- |
| 549  | 564  | 705  | 706  |